# Mas Pere Gali
Mas Pere Gali és una masia gòtica de Cornellà del Terri (Pla de l'Estany) inclosa a l'Inventari del Patrimoni Arquitectònic de Catalunya.

## Descripció

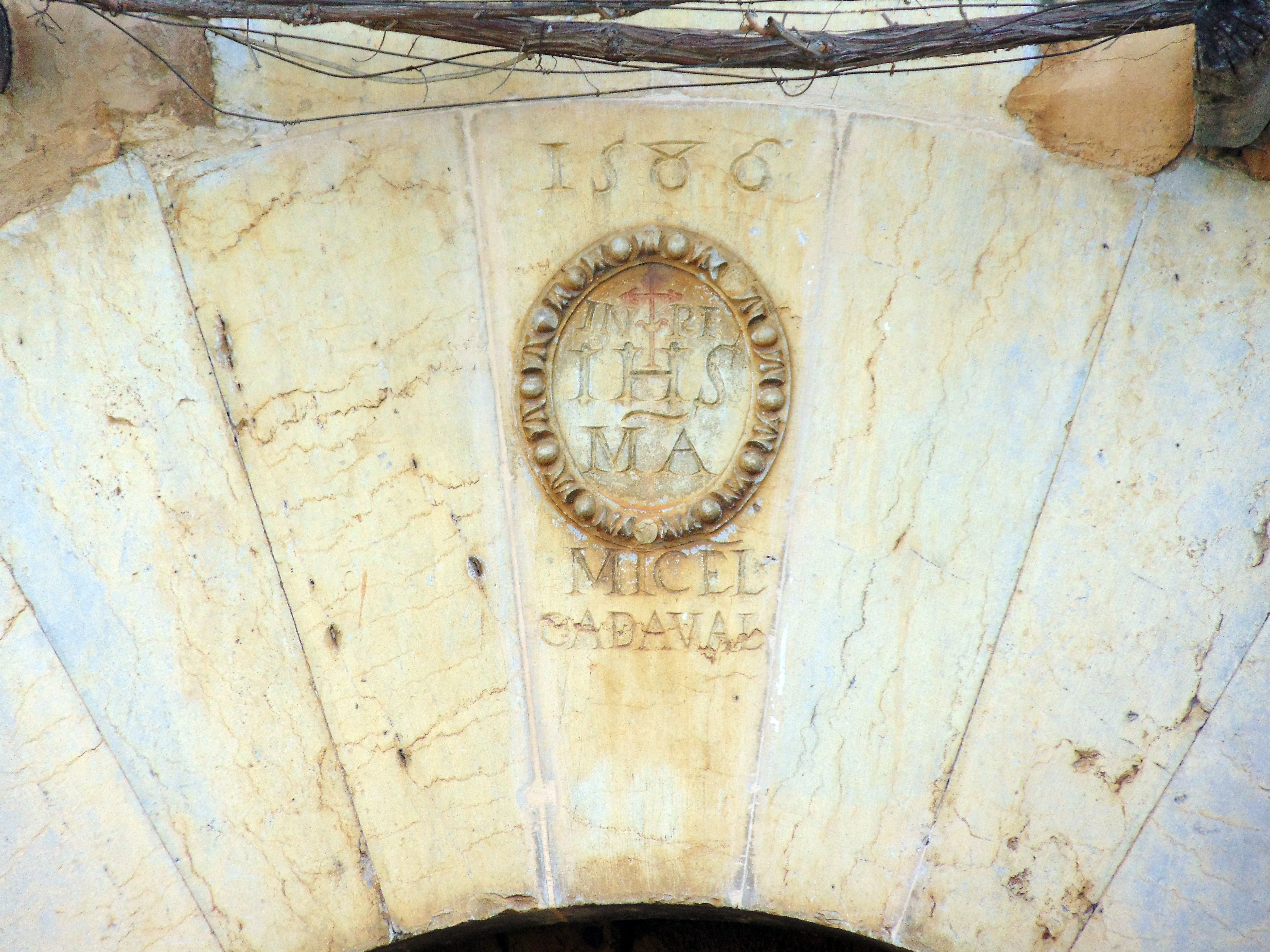
Detall de la porta

Edifici rectangular, desenvolupat en planta baixa, pis i golfes. La coberta és de teula àrab a dues vessants acabada amb una important barbacana construïda amb bigues de fusta que corona la façana principal. Les parets portants són de maçoneria, arrebossada a la façana. A les cantonades hi ha carreus.
A la planta baixa hi ha dues portes d'accés, una en forma d'arc de mig punt construït amb dovelles i carreus en els brancals, i una altra porta emmarcada amb carreus i llinda de pedra d'una sola peça. En el primer pis hi ha una finestra amb carreus emmotllurats i guardapols amb suports en forma de petxina, i altres dues finestres emmarcades amb carreus cisellats. Les tres finestres presenten ampits emmotllurats que descansen sobre carreus de pedra. Els sostres interiors són fets amb cairats de fusta, i la coberta amb cairats, llates i canyissat.

## Història
A la clau central de la porta dovellada hi ha cisellada una orla, la data de 1586 i el nom de MICEL CADAVAL. A la llinda de la finestra del primer pis hi figura la inscripció: "QIT.PAX.INTRA NTI.BONA.QV / OQVE.MORANTI 1586". A la llinda de la porta dintellada hi figura l'any: 1793.